# Cinquième district congressionnel de l'Oklahoma
Le 5e district congressionnel de l'Oklahoma est un district de l'État de l'Oklahoma. Il borde tous les autres districts de l'État, à l'exception du 1er district. Il est densément peuplé et couvre la majeure partie du Comté d'Oklahoma et la totalité des comtés de Lincoln, Pottawatomie et Seminole, ainsi qu'une partie des comtés de Canadian et de Logan. Avec un indice CPVI de R+12, c'est le district le moins Républicain de l'Oklahoma, un État avec une délégation entièrement républicaine au Congrès.
Les principales villes du district comprennent Oklahoma City (la capitale de l'État), Edmond, Shawnee, Seminole et Yukon.
La circonscription est actuellement représentée par la Républicaine Stéphanie Bice. Elle a été élue pour la première fois en 2020, battant la Démocrate sortante Kendra Horn pour un mandat.

## Histoire
Avant l'ouverture du 116e Congrès le 3 janvier 2019, le district était détenu par un Républicain depuis le 23 janvier 1975, lorsque le Démocrate John Jarman a changé de parti politique. Avant Jarman, le siège était plutôt Démocrate depuis 1931.
Donald Trump a obtenu 53,2 % des voix dans cette circonscription en 2016 et 51,4 % des voix en 2020.
Kendra Horn a obtenu 50,7 % des voix en 2018.
Selon les outils de profil des électeurs de l'APM Research Lab (présentant l'enquête sur la communauté américaine de 2019 du Bureau du recensement des États-Unis), le district comptait environ 572 000 électeurs potentiels (citoyens âgés de 18 ans et plus). Parmi eux, 66 % sont blancs, 13 % noirs et 9 % latinos. Les immigrants représentent 5 % des électeurs potentiels de la circonscription. Le revenu médian des ménages (comportant un ou plusieurs électeurs potentiels) du district est d'environ 55 800 dollars, tandis que 13 % des ménages vivent en dessous du seuil de pauvreté. En ce qui concerne le niveau d'éducation des électeurs potentiels de la circonscription, 10 % des 25 ans et plus n'ont pas obtenu de diplôme d'études secondaires, tandis que 30 % sont titulaires d'un baccalauréat ou d'un diplôme supérieur.

## Historique de vote
| Année | Poste      | Résultats                      |
| ----- | ---------- | ------------------------------ |
| 2000  | Président  | Bush 62,0 % - 38,0 %           |
| 2004  | Président  | Bush 64,0 % - 36,0 %           |
| 2008  | Président  | McCain 59,0 % - 41,0 %         |
| 2012  | Président  | Romney 59,0 % - 41,0 %         |
| 2016  | Président  | Trump 53,0 % - 40,0 %          |
| 2018  | Gouverneur | Edmondson (en) 53,0 % - 44,0 % |
| 2020  | Président  | Trump 51,0 % - 46,0 %          |

## Liste des Représentants du district
| Membre                               | Parti       | Années                              | Congrès        | Histoire électorale | Zone géographique |
| ------------------------------------ | ----------- | ----------------------------------- | -------------- | --- | ----------------- |
| District établit le 16 novembre 1907 |             |                                     |                | |                   |
| Scott Ferris (en)                    | Démocrate   | 16 novembre 1907 - 3 mars 1915      | 60e - 63e      | Élu en 1907. Réélu en 1908. Réélu en 1910. Réélu en 1912. Redécoupage vers le 6e district. |                   |
| Joseph Bran Thompson (en)            | Démocrate   | 4 mars 1915 - 18 septembre 1919     | 64e - 66e      | Redécoupage depuis le district at-large et réélu en 1914. Réélu en 1916. Réélu en 1918. Décès. |                   |
| Vacant                               | Vacant      | 18 septembre 1919 - 8 novembre 1919 | 66e            | |                   |
| John W. Harreld (en)                 | Républicain | 8 novembre 1919 - 3 mars 1921       | 66e            | Élu pour terminer le mandat de Thompson. Retrait pour se présenter comme Sénateur des États-Unis. |                   |
| Fletcher B. Swank (en)               | Démocrate   | 4 mars 19121 - 3 mars 1929          | 67e - 70e      | Élu en 1920. Réélu en 1922. Réélu en 1924. Réélu en 1926. Perd sa réélection. |                   |
| Ulysses S. Stone (en)                | Républicain | 4 mars 1929 - 3 mars 1931           | 71e            | Élu en 1928. Perd sa réélection. |                   |
| Fletcher B. Swank (en)               | Démocrate   | 4 mars 1931 - 3 janvier 1935        | 72e , 73e      | Élu en 1930. Réélu en 1932. Perd sa renomination. |                   |
| Joshua B. Lee (en)                   | Démocrate   | 3 janvier 1935 - 3 janvier 1937     | 74e            | Élu en 1934. Retrait pour se présenter comme Sénateur des États-Unis. |                   |
| Robert P. Hill (en)                  | Démocrate   | 3 janvier 1937 - 29 octobre 1937    | 75e            | Élu en 1936. Décès. |                   |
| Vacant                               | Vacant      | 29 octobre 1937 - 10 décembre 1937  | 75e            | |                   |
| Gomer Griffith Smith (en)            | Démocrate   | 10 décembre 1937 - 3 janvier 1939   | 75e            | Élu pour terminer le mandat de Hills. Retrait pour se présenter comme Sénateur des États-Unis. |                   |
| Mike Monroney (en)                   | Démocrate   | 3 janvier 1939 - 3 janvier 1951     | 76e - 81e      | Élu en 1938. Réélu en 1940. Réélu en 1942. Réélu en 1944. Réélu en 1946. Réélu en 1948. Retrait pour se présenter comme Sénateur des États-Unis.                                                          |                   |
| John Jarman (en)                     | Démocrate   | 3 janvier 1951 - 24 janvier 1975    | 82e - 93e      | Élu en 1950. Réélu en 1952. Réélu en 1954. Réélu en 1956. Réélu en 1958. Réélu en 1960. Réélu en 1962. Réélu en 1964. Réélu en 1966. Réélu en 1968. Réélu en 1970. Réélu en 1972. Réélu en 1974. Retrait. |                   |
| John Jarman (en)                     | Républicain | 24 janvier 1975 - 3 janvier 1977    | 94e            | Élu en 1950. Réélu en 1952. Réélu en 1954. Réélu en 1956. Réélu en 1958. Réélu en 1960. Réélu en 1962. Réélu en 1964. Réélu en 1966. Réélu en 1968. Réélu en 1970. Réélu en 1972. Réélu en 1974. Retrait. |                   |
| Mickey Edwards (en)                  | Républicain | 3 janvier 1977 - 3 janvier 1993     | 95e - 102e     | Élu en 1976. Réélu en 1978. Réélu en 1980. Réélu en 1982. Réélu en 1984. Réélu en 1986. Réélu en 1988. Réélu en 1990. Perd sa renomination.                                                               |                   |
| Ernest Istook (en)                   | Républicain | 3 janvier 1993 - 3 janvier 2007     | 103e - 109e    | Élu en 1992. Réélu en 1994. Réélu en 1996. Réélu en 1998. Réélu en 2000. Réélu en 2002. Réélu en 2004. Retrait pour se présenter comme Gouverneur de l'Oklahoma.                                          | 1993–2003         |
| Ernest Istook (en)                   | Républicain | 3 janvier 1993 - 3 janvier 2007     | 103e - 109e    | Élu en 1992. Réélu en 1994. Réélu en 1996. Réélu en 1998. Réélu en 2000. Réélu en 2002. Réélu en 2004. Retrait pour se présenter comme Gouverneur de l'Oklahoma.                                          | 2003–2013         |
| Mary Fallin                          | Républicain | 3 janvier 2007 - 3 janvier 2011     | 110e , 111e    | Élue en 2006. Réélue en 2008. Retrait pour devenir Gouverneure de l'Oklahoma. |                   |
| James Lankford                       | Républicain | 3 janvier 2011 - 3 janvier 2015     | 112e , 113e    | Élu en 2010. Réélu en 2012. Retrait pour se présenter comme Sénateur des États-Unis. |                   |
| James Lankford                       | Républicain | 3 janvier 2011 - 3 janvier 2015     | 112e , 113e    | Élu en 2010. Réélu en 2012. Retrait pour se présenter comme Sénateur des États-Unis. | 2013–2023         |
| Steve Russell                        | Républicain | 3 janvier 2015 - 3 janvier 2019     | 114e , 115e    | Élu en 2014. Réélu en 2016. Perd sa réélection. |                   |
| Kendra Horn                          | Démocrate   | 3 janvier 2019 - 3 janvier 2021     | 116e           | Élue en 2018. Perd sa réélection. |                   |
| Stéphanie Bice                       | Républicain | 3 janvier 2021 - Présent            | 117e - Présent | Élue en 2020. Réélue en 2022. |                   |
| Stéphanie Bice                       | Républicain | 3 janvier 2021 - Présent            | 117e - Présent | Élue en 2020. Réélue en 2022. | 2023–Présent      |

## Résultats des récentes élections
Voici les résultats des dix précédents cycles électoraux dans le district.

### 2004
| Élection de 2004 du 5e district congressionnel de l'Oklahoma | Élection de 2004 du 5e district congressionnel de l'Oklahoma | Élection de 2004 du 5e district congressionnel de l'Oklahoma | Élection de 2004 du 5e district congressionnel de l'Oklahoma | Élection de 2004 du 5e district congressionnel de l'Oklahoma |
| ------------------------------------------------------------ | ------------------------------------------------------------ | ------------------------------------------------------------ | ------------------------------------------------------------ | ------------------------------------------------------------ |
| Parti                                                        | Parti                                                        | Candidat                                                     | Votes                                                        | %                                                            |
|                                                              | Républicain                                                  | Ernest Istook (en) (sortant)                                 | 180 430                                                      | 66,1                                                         |
|                                                              | Démocrate                                                    | Bert Smith                                                   | 92 719                                                       | 33,9                                                         |
| Total des votes                                              | Total des votes                                              | Total des votes                                              | 273 149                                                      | 100 %                                                        |
|                                                              | Les Républicains conservent                                  |                                                              |                                                              |                                                              |

### 2006
| Élection de 2006 du 5e district congressionnel de l'Oklahoma | Élection de 2006 du 5e district congressionnel de l'Oklahoma | Élection de 2006 du 5e district congressionnel de l'Oklahoma | Élection de 2006 du 5e district congressionnel de l'Oklahoma | Élection de 2006 du 5e district congressionnel de l'Oklahoma |
| ------------------------------------------------------------ | ------------------------------------------------------------ | ------------------------------------------------------------ | ------------------------------------------------------------ | ------------------------------------------------------------ |
| Parti                                                        | Parti                                                        | Candidat                                                     | Votes                                                        | %                                                            |
|                                                              | Républicain                                                  | Mary Fallin                                                  | 108 936                                                      | 60,38                                                        |
|                                                              | Démocrate                                                    | David Hunter                                                 | 67 293                                                       | 37,30                                                        |
|                                                              | Indépendant                                                  | Matthew Horton Woodson                                       | 4 196                                                        | 2,33                                                         |
| Total des votes                                              | Total des votes                                              | Total des votes                                              | 180 425                                                      | 100 %                                                        |
|                                                              | Les Républicains conservent                                  |                                                              |                                                              |                                                              |

### 2008
| Élection de 2008 du 5e district congressionnel de l'Oklahoma | Élection de 2008 du 5e district congressionnel de l'Oklahoma | Élection de 2008 du 5e district congressionnel de l'Oklahoma | Élection de 2008 du 5e district congressionnel de l'Oklahoma | Élection de 2008 du 5e district congressionnel de l'Oklahoma |
| ------------------------------------------------------------ | ------------------------------------------------------------ | ------------------------------------------------------------ | ------------------------------------------------------------ | ------------------------------------------------------------ |
| Parti                                                        | Parti                                                        | Candidat                                                     | Votes                                                        | %                                                            |
|                                                              | Républicain                                                  | Mary Fallin (sortante)                                       | 171 925                                                      | 65,89                                                        |
|                                                              | Démocrate                                                    | Steven L. Perry                                              | 88 996                                                       | 34,11                                                        |
| Total des votes                                              | Total des votes                                              | Total des votes                                              | 260 921                                                      | 100 %                                                        |
|                                                              | Les Républicains conservent                                  |                                                              |                                                              |                                                              |

### 2010
| Élection de 2010 du 5e district congressionnel de l'Oklahoma | Élection de 2010 du 5e district congressionnel de l'Oklahoma | Élection de 2010 du 5e district congressionnel de l'Oklahoma | Élection de 2010 du 5e district congressionnel de l'Oklahoma | Élection de 2010 du 5e district congressionnel de l'Oklahoma |
| ------------------------------------------------------------ | ------------------------------------------------------------ | ------------------------------------------------------------ | ------------------------------------------------------------ | ------------------------------------------------------------ |
| Parti                                                        | Parti                                                        | Candidat                                                     | Votes                                                        | %                                                            |
|                                                              | Républicain                                                  | James Lankford                                               | 123 236                                                      | 62,53                                                        |
|                                                              | Démocrate                                                    | Billy Coyle                                                  | 68 074                                                       | 34,53                                                        |
|                                                              | Indépendant                                                  | Clark Duffe                                                  | 3 067                                                        | 1,56                                                         |
|                                                              | Indépendant                                                  | Dave White                                                   | 2 728                                                        | 1,38                                                         |
| Total des votes                                              | Total des votes                                              | Total des votes                                              | 197 105                                                      | 100 %                                                        |
|                                                              | Les Républicains conservent                                  |                                                              |                                                              |                                                              |

### 2012
| Élection de 2012 du 5e district congressionnel de l'Oklahoma | Élection de 2012 du 5e district congressionnel de l'Oklahoma | Élection de 2012 du 5e district congressionnel de l'Oklahoma | Élection de 2012 du 5e district congressionnel de l'Oklahoma | Élection de 2012 du 5e district congressionnel de l'Oklahoma |
| ------------------------------------------------------------ | ------------------------------------------------------------ | ------------------------------------------------------------ | ------------------------------------------------------------ | ------------------------------------------------------------ |
| Parti                                                        | Parti                                                        | Candidat                                                     | Votes                                                        | %                                                            |
|                                                              | Républicain                                                  | James Lankford (sortant)                                     | 153 603                                                      | 58,7                                                         |
|                                                              | Démocrate                                                    | Tom Guild                                                    | 97 504                                                       | 37,3                                                         |
|                                                              | Whig Moderne                                                 | Pat Martin                                                   | 5 394                                                        | 2,1                                                          |
|                                                              | Libertarien                                                  | Robert T. Murphy                                             | 5 176                                                        | 2,0                                                          |
| Total des votes                                              | Total des votes                                              | Total des votes                                              | 261 677                                                      | 100 %                                                        |
|                                                              | Les Républicains conservent                                  |                                                              |                                                              |                                                              |

### 2014
| Élection de 2014 du 5e district congressionnel de l'Oklahoma | Élection de 2014 du 5e district congressionnel de l'Oklahoma | Élection de 2014 du 5e district congressionnel de l'Oklahoma | Élection de 2014 du 5e district congressionnel de l'Oklahoma | Élection de 2014 du 5e district congressionnel de l'Oklahoma |
| ------------------------------------------------------------ | ------------------------------------------------------------ | ------------------------------------------------------------ | ------------------------------------------------------------ | ------------------------------------------------------------ |
| Parti                                                        | Parti                                                        | Candidat                                                     | Votes                                                        | %                                                            |
|                                                              | Républicain                                                  | Steve Russell                                                | 95 632                                                       | 60,1                                                         |
|                                                              | Démocrate                                                    | Al McAffrey                                                  | 57 790                                                       | 36,3                                                         |
|                                                              | Indépendant                                                  | Robert T. Murphy                                             | 2 176                                                        | 1,4                                                          |
|                                                              | Indépendant                                                  | Tom Boggs                                                    | 2 065                                                        | 1,3                                                          |
|                                                              | Indépendant                                                  | Buddy Ray                                                    | 1 470                                                        | 0,9                                                          |
| Total des votes                                              | Total des votes                                              | Total des votes                                              | 159 133                                                      | 100 %                                                        |
|                                                              | Les Républicains conservent                                  |                                                              |                                                              |                                                              |

### 2016
| Élection de 2016 du 5e district congressionnel de l'Oklahoma | Élection de 2016 du 5e district congressionnel de l'Oklahoma | Élection de 2016 du 5e district congressionnel de l'Oklahoma | Élection de 2016 du 5e district congressionnel de l'Oklahoma | Élection de 2016 du 5e district congressionnel de l'Oklahoma |
| ------------------------------------------------------------ | ------------------------------------------------------------ | ------------------------------------------------------------ | ------------------------------------------------------------ | ------------------------------------------------------------ |
| Parti                                                        | Parti                                                        | Candidat                                                     | Votes                                                        | %                                                            |
|                                                              | Républicain                                                  | Steve Russell (sortant)                                      | 160 184                                                      | 57,1                                                         |
|                                                              | Démocrate                                                    | Al McAffrey                                                  | 103 273                                                      | 36,8                                                         |
|                                                              | Libertarien                                                  | Zachary Knight                                               | 17 113                                                       | 6,1                                                          |
| Total des votes                                              | Total des votes                                              | Total des votes                                              | 280 570                                                      | 100 %                                                        |
|                                                              | Les Républicains conservent                                  |                                                              |                                                              |                                                              |

### 2018
| Élection de 2018 du 5e district congressionnel de l'Oklahoma | Élection de 2018 du 5e district congressionnel de l'Oklahoma | Élection de 2018 du 5e district congressionnel de l'Oklahoma | Élection de 2018 du 5e district congressionnel de l'Oklahoma | Élection de 2018 du 5e district congressionnel de l'Oklahoma |
| ------------------------------------------------------------ | ------------------------------------------------------------ | ------------------------------------------------------------ | ------------------------------------------------------------ | ------------------------------------------------------------ |
| Parti                                                        | Parti                                                        | Candidat                                                     | Votes                                                        | %                                                            |
|                                                              | Démocrate                                                    | Kendra Horn                                                  | 121 149                                                      | 50,7                                                         |
|                                                              | Républicain                                                  | Steve Russell (sortant)                                      | 117 811                                                      | 49,3                                                         |
| Total des votes                                              | Total des votes                                              | Total des votes                                              | 238 960                                                      | 100 %                                                        |
|                                                              | Les Démocrates prennent aux Républicains                     |                                                              |                                                              |                                                              |

### 2020
| Élection de 2020 du 5e district congressionnel de l'Oklahoma | Élection de 2020 du 5e district congressionnel de l'Oklahoma | Élection de 2020 du 5e district congressionnel de l'Oklahoma | Élection de 2020 du 5e district congressionnel de l'Oklahoma | Élection de 2020 du 5e district congressionnel de l'Oklahoma |
| ------------------------------------------------------------ | ------------------------------------------------------------ | ------------------------------------------------------------ | ------------------------------------------------------------ | ------------------------------------------------------------ |
| Parti                                                        | Parti                                                        | Candidat                                                     | Votes                                                        | %                                                            |
|                                                              | Républicain                                                  | Stéphanie Bice                                               | 158 191                                                      | 52,1                                                         |
|                                                              | Démocrate                                                    | Kendra Horn (sortante)                                       | 145 658                                                      | 47,9                                                         |
| Total des votes                                              | Total des votes                                              | Total des votes                                              | 303 849                                                      | 100 %                                                        |
|                                                              | Les Républicains prennent aux Démocrates                     |                                                              |                                                              |                                                              |

### 2022
La Primaire Démocrate a été annulée. Joshua Harris-Till (D) avance vers l'Élection Générale.
| Primaire Républicaine de 2022 du 5e district congressionnel de l'Oklahoma | Primaire Républicaine de 2022 du 5e district congressionnel de l'Oklahoma | Primaire Républicaine de 2022 du 5e district congressionnel de l'Oklahoma | Primaire Républicaine de 2022 du 5e district congressionnel de l'Oklahoma | Primaire Républicaine de 2022 du 5e district congressionnel de l'Oklahoma |
| ------------------------------------------------------------------------- | ------------------------------------------------------------------------- | ------------------------------------------------------------------------- | ------------------------------------------------------------------------- | ------------------------------------------------------------------------- |
| Parti                                                                     | Parti                                                                     | Candidat                                                                  | Votes                                                                     | %                                                                         |
|                                                                           | Républicain                                                               | Stéphanie Bice (sortante)                                                 | 51 612                                                                    | 68,4                                                                      |
|                                                                           | Républicain                                                               | Subrina Banks                                                             | 23 891                                                                    | 31,6                                                                      |

| Élection de 2022 du 5e district congressionnel de l'Oklahoma | Élection de 2022 du 5e district congressionnel de l'Oklahoma | Élection de 2022 du 5e district congressionnel de l'Oklahoma | Élection de 2022 du 5e district congressionnel de l'Oklahoma | Élection de 2022 du 5e district congressionnel de l'Oklahoma |
| ------------------------------------------------------------ | ------------------------------------------------------------ | ------------------------------------------------------------ | ------------------------------------------------------------ | ------------------------------------------------------------ |
| Parti                                                        | Parti                                                        | Candidat                                                     | Votes                                                        | %                                                            |
|                                                              | Républicain                                                  | Stéphanie Bice (sortante)                                    | TBD                                                          | TBD                                                          |
|                                                              | Démocrate                                                    | Joshua Harris-Till                                           | TBD                                                          | TBD                                                          |
|                                                              | Indépendant                                                  | David Frosch                                                 | TBD                                                          | TBD                                                          |
| Total des votes                                              | Total des votes                                              | Total des votes                                              | TBD                                                          | 100 %                                                        |
|                                                              | Les Républicains conservent                                  |                                                              |                                                              |                                                              |

### 2024
Les Primaires Républicaines et Démocrates ont été annulées. Stéphanie Bice (R-Sortante) et Madison Horn (D) avancent vers l'Élection Générale.
| Élection de 2024 du 5e district congressionnel de l'Oklahoma | Élection de 2024 du 5e district congressionnel de l'Oklahoma | Élection de 2024 du 5e district congressionnel de l'Oklahoma | Élection de 2024 du 5e district congressionnel de l'Oklahoma | Élection de 2024 du 5e district congressionnel de l'Oklahoma |
| ------------------------------------------------------------ | ------------------------------------------------------------ | ------------------------------------------------------------ | ------------------------------------------------------------ | ------------------------------------------------------------ |
| Parti                                                        | Parti                                                        | Candidat                                                     | Votes                                                        | %                                                            |
|                                                              | Républicain                                                  | Stéphanie Bice (sortante)                                    | TBD                                                          | TBD                                                          |
|                                                              | Démocrate                                                    | Madison Horn                                                 | TBD                                                          | TBD                                                          |
| Total des votes                                              | Total des votes                                              | Total des votes                                              | TBD                                                          | 100 %                                                        |
|                                                              |                                                              |                                                              |                                                              |                                                              |